# 岡崎市立六ツ美南部小学校
岡崎市立六ツ美南部小学校（おかざきしりつ むつみなんぶしょうがっこう）は愛知県岡崎市中島町にある公立小学校。

## 概要
1908年（明治41年）に創立した。
六ツ美中部小学校とともに岡崎市立六ツ美中学校の学区を構成する。
| 調査日       | 児童数 | 通常学級 | 特別支援学級 | 出典  |
| ------------ | ------ | -------- | ------------ | ----- |
| 2013年4月8日 | 755人  | 23       | 2            | [ 2 ] |
| 2019年5月1日 | 693人  | 20       | 2            | [ 3 ] |
| 2020年5月1日 | 704人  | 21       | 3            | [ 4 ] |
| 2021年5月1日 | 672人  | 20       | 3            | [ 5 ] |
| 2022年5月1日 | 659人  | 20       | 3            | [ 6 ] |
| 2023年5月1日 | 644人  | 20       | 3            | [ 7 ] |

## 学区
| 町名 | 進学先       |
| --- | ------------ |
| 正名町、中村町、定国町、安藤町、中島町、中島西町、中島中町、中島東町、二軒屋町、国正町（字新田を除く。） | 六ツ美中学校 |

特例として、西尾市上羽角町の児童を受け入れている。同町の児童は当校卒業後、西尾市立東部中学校に進学する。

## 沿革

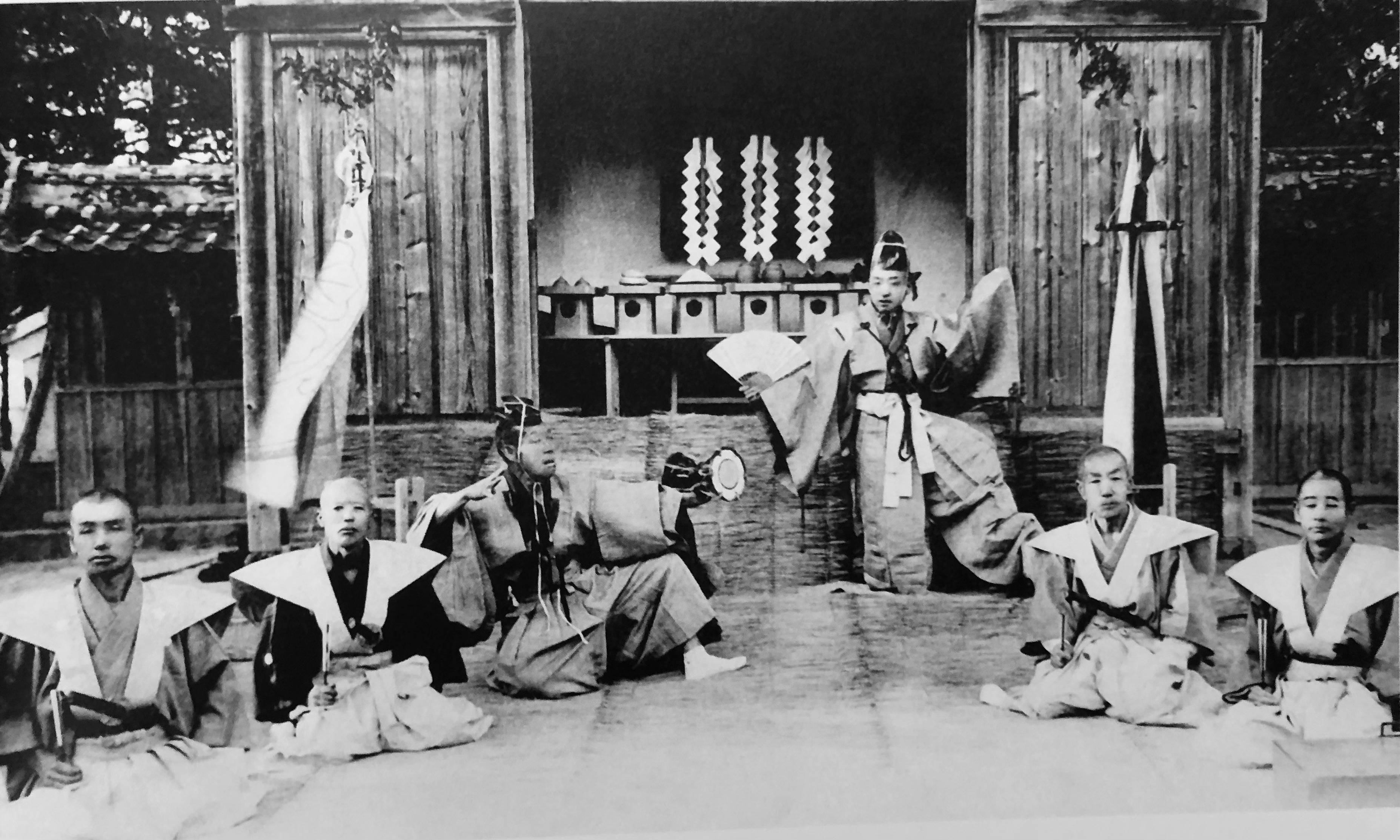
1915年6月、碧海郡六ツ美村（現・岡崎市中島町）で悠紀斎田お田植えまつりが行われた。その折に校庭で三河萬歳が披露された。

- 1908年（明治41年）3月31日 - 六ツ美第四、第五尋常小学校を合併して六ツ美第三尋常小学校を設立。
- 1941年（昭和16年）4月 - 六ツ美村南部国民学校に名称変更。
- 1958年（昭和33年）1月 - 碧海郡六ツ美町立南部小学校に名称変更。
- 1962年（昭和37年）10月 - 岡崎市立六ツ美南部小学校に名称変更。
- 1980年（昭和55年）3月2日 - 体育館完工式。
- 2005年（平成17年）- プール移設工事をする。
- 2008年（平成20年）- 創立100周年を迎える。

## 部活動
- 音楽部（男・女）
- ソフト部（男）
- バトン部（男・女）
- サッカー部（男・女）
- パソコン部（男・女）
- バレー部（男・女）
- バスケット部（女）
- 水泳部（男・女）

## 行事
- 4月

入学式・退任式・PTA総会・家庭訪問
- 5月

運動会・航空写真
- 6月

プール開き・授業参観
- 7月

保護者会・終業式
- 8月

奉仕作業
- 9月

始業式・山の学習・授業参観
- 10月

おかざきっ子展
- 11月

修学旅行
- 12月

マラソン大会・保護者会・終業式
- 1月

始業式・書初め大会
- 2月

学芸会
- 3月

保護者会・卒業式・修了式

### その他の行事
冬季期間中にイルミネーションをかざる。
6年生は6月に悠紀の里においてお田植え踊りを踊る

## 学校改革
六ツ美南部小学校では毎週水曜日と金曜日に「ノー宿題デー」を設定し、水曜日と金曜日の宿題をなくしている。

## 著名な出身者
- 都築有美子（バレーボール選手）